# 모나가스 SC
모나가스 스포르트 클루브(스페인어: Monagas Sport Club)는 베네수엘라 마투린에 위치한 축구 클럽으로 1987년 9월 23일에 창단 되었다. 51,796석의 에스타디오 모누멘탈 데 마투린을 홈 구장으로 사용하고 있으며 구단의 별칭은 과라피체의 용사들(스페인어: Guerreros de Guarapiche)이다. 2024년 현재 베네수엘라 프리메라 디비시온에 참가하고 있는데 2017 시즌 구단 역사상 최초로 프리메라 디비시온에서 우승을 차지했다.

## 역사
1988년 5월 22일 우니온 데포르티보 푸에르토라크루스와 첫 공식 경기를 가졌으며, 모나가스의 4-0 대승으로 끝이 났다. 1990년 모나가스는 1부 리그로 승격하는 데에 성공하였다.
2006-07 시즌에 모나가스는 저조한 성적을 기록하며, 강등을 당할 위기에 처해있었다. 그러나 다행히도 베네수엘라 축구 연맹이 프리메라 디비시온 참가팀을 10개 팀에서 18개 팀으로 확대시키기로 결정하면서, 모나가스는 가까스로 강등을 모면할 수 있었다.
2017 시즌 전기 리그 6위를 차지한 모나가스는, 플레이오프 8강전에서 사모라 FC를 종합 6-2로 꺾고 다음 라운드에 진출하였다. 4강전에서는 카라보보 FC를 만났으며, 종합 1-1로 종료되었으나 원정 다득점 규칙에 따라 모나가스가 결승전에 진출하게 되었다. 결승전에서 카라카스 FC와 맞붙게 되었으며, 6월 25일 마투린에서의 홈 경기에서 1-0 승리를 따냈다. 7월 2일 카라카스에서 열린 2차전에서 2-1로 패하였으나, 원정 다득점 규칙에 따라 모나가스가 구단 역사상 최초의 정규 리그 우승 타이틀을 거머쥐게 되었다. 이에 따라 모나가스는 또한 최초로 코파 리베르타도레스에 진출할 수 있게 되었다.
후기 리그 챔피언 데포르티보 라라와의 경기에서 1차전 1-0 패, 2차전 2-0 승리를 거두며 구단 역사상 최초로 베네수엘라 프리메라 디비시온 최종 우승 타이틀을 거머쥐었다.

## 수상
- 베네수엘라 프리메라 디비시온
  - 우승 (1회) :" 2017
- 프리메라 디비시온 전기리그
  - 우승 (1회) : 2017
- 베네수엘라 세군다 디비시온
  - 우승 (1회) :" 2015

## 선수 명단

### 현역
참고: FIFA 자격 규정에 따라 소속된 국가대표팀 국기를 표시합니다. 선수는 복수의 FIFA 비회원국 국적을 가지고 있을 수 있습니다.
| 번호 | 포지션 | 국적     | 이름              |
| ---- | ------ | -------- | ----------------- |
| 2    | DF     | 파라과이 | 리처드 카브레라   |
| 3    | DF     | 파라과이 | 마르코스 아코스타 |
| 9    | FW     | 파나마   | 토마스 로드리게스 |
| 20   | MF     | 파나마   | 호세 무리요       |
| 25   | GK     |          | 브라이언 올리베라 |

| 번호 | 포지션 | 국적 | 이름 |
| ---- | ------ | ---- | ---- |